# Victor (film, 1981)
Pour les articles homonymes, voir Victor.
Pour plus de détails, voir Fiche technique et Distribution.
Victor est un court-métrage français de Dominique Maillet, sorti en 1981.

## Synopsis
Deux hommes et une fille de 20 ans. Trois solitudes qui vont se rejoindre.

## Fiche technique
- Titre : Victor
- Réalisation : Dominique Maillet
- Scénario : Dominique Maillet
- Photographie : Jean-Claude Maillet
- Durée : 14 minutes

## Distribution
- Gérard Lanvin
- Jean Bouise
- Christine Dejoux